# Утиное озеро (памятник природы)
Утиное озеро — гидрологический памятник природы регионального значения в Ульяновской области России. Располагается на территории Новомалыклинского района, возле северной окраины села Средняя Якушка. Учрежден в 1995 году. Занимает площадь 32 га в котловине одноимённого озера, представляющего собой сильно заросшую правобережную старицу нижнего течения реки Большой Авраль.

## Границы
На юге ООПТ ограничена окраиной села Средняя Якушка, на севере — дорогой Саранск — Самара, с западной и восточной сторон — землями сельскохозяйственного назначения.

## Озеро
Основным объектом охраны памятника природы является экосистема озера. Урез воды в озере находится на высоте 59 м над уровнем моря. Длина — 600 м, ширина — 85 м. Наибольшая глубина — 0,84 м, средняя — 0,45 м.